# Võhma flygbas
Võhma flygbas är en flygplats i Estland.   Den ligger i kommunen Türi vald och landskapet Järvamaa, i den centrala delen av landet, 100 km sydost om huvudstaden Tallinn. Võhma flygbas ligger 64 meter över havet.